# Nel Caldo Letto Dell'Amore
Albums de Natale Galletta
Ogni Canzone Una Storia
(2002) X Amore
(2004)
Singles
1. Tu Malatia
Sortie : 10 Avril 2001
2. Comme Vullesse Ancor
Sortie : 22 Séptembre 2002

Nel Caldo Letto Dell'Amore est l'album studio de Natale Galletta et sorti le 10 décembre 2002.

## Liste des titres
| No  | Titre                      | Auteur | Durée |
| --- | -------------------------- | ------ | ----- |
| 1.  | Comme Vullesse Ancor       |        |       |
| 2.  | Tu Malatia                 |        |       |
| 3.  | Nel Caldo Letto Dell'Amore |        |       |
| 4.  | 'Na Parola                 |        |       |
| 5.  | Vieni Vivere Cu'mme        |        |       |
| 6.  | Stanza No.6                |        |       |
| 7.  | Vulesse A Tte              |        |       |
| 8.  | Mi Son Fatto L'Amante      |        |       |
| 9.  | Odiami                     |        |       |
| 10. | Con Sincerità              |        |       |
| 11. | Buon Viaggio               |        |       |